# Campionati italiani di ski cross 2017
I Campionati italiani di ski cross 2017 si sono svolti a Cervinia l'8 aprile. Il programma ha incluso sia la gara femminile che la gara maschile. 
Trattandosi di competizioni valide anche ai fini del punteggio FIS, vi hanno partecipato anche sciatori di altre federazioni, senza che questo consentisse loro di concorrere al titolo nazionale italiano.

## Risultati

### Uomini
| Pos. | Atleta        | Nazione |
| ---- | ------------- | ------- |
| 1    | Stefan Thanei | Italia  |
| 2    | Yanick Gunsch | Italia  |
| 3    | Marco Tomasi  | Italia  |
| 4    | Andrea Tonon  | Italia  |

### Donne
| Pos. | Atleta            | Nazione     |
| ---- | ----------------- | ----------- |
| 1    | Lucrezia Fantelli | Italia      |
| 2    | Emma Peters       | Regno Unito |
| 3    | Alina Seematter   | Svizzera    |